# Лысенко, Иван Никифорович
Иван Никифорович Лысенко (9 октября 1917, село Кузнецы — 30 декабря 2015, пгт Красная Гора) — старший сержант Рабоче-крестьянской Красной армии, участник Великой Отечественной войны, Герой Советского Союза (1946), почётный гражданин Брянской области (2015).

## Биография
Родился в селе Кузнецы (ныне — Гордеевский район Брянской области). В шесть лет остался сиротой, его воспитывала тетка. В 12 лет пошел работать в колхоз.
В 1930-е годы был репрессирован по «закону о трёх колосках», осуждён к 10 годам исправительно-трудовых лагерей. Наказание отбывал в Соловецком лагере.
В сентябре 1943 года был призван на службу в Рабоче-крестьянскую Красную армию и направлен на фронт Великой Отечественной войны. Первоначально воевал в штрафном подразделении, был ранен и после излечения направлен в разведвзвод 674-го стрелкового полка 150-й стрелковой дивизии 3-й ударной армии 1-го Белорусского фронта, сначала был обычным разведчиком, затем помощником командира взвода. Отличился во время боёв в Германии.
16 апреля 1945 года в составе штурмовой группы ворвался в немецкие траншеи в районе населённого пункта Гросс Нойендорф к северо-западу от Франкфурта-на-Одере и лично уничтожил пулемётный расчёт. В боях за Берлин он в числе первых переправился через канал Фридландерштром. Принимал участие в штурме Рейхстага в составе взвода разведки Семена Сорокина, имевшим задачу водрузить на здании немецкого парламента самодельное Красное Знамя.
Указом Президиума Верховного Совета СССР от 15 мая 1946 года за «образцовое выполнение боевых заданий командования и проявленные при этом геройство и мужество» старший сержант Иван Лысенко был удостоен высокого звания Героя Советского Союза с вручением ордена Ленина и медали «Золотая Звезда» за номером 9098.
Был также награждён орденами Отечественной войны 1-й и 2-й степеней, Красной Звезды, Славы 3-й степени, рядом медалей.
После окончания войны был демобилизован. Проживал и работал на родине. После выхода на пенсию жил в посёлке Красная Гора Брянской области.